# أحمد باشا الصانع

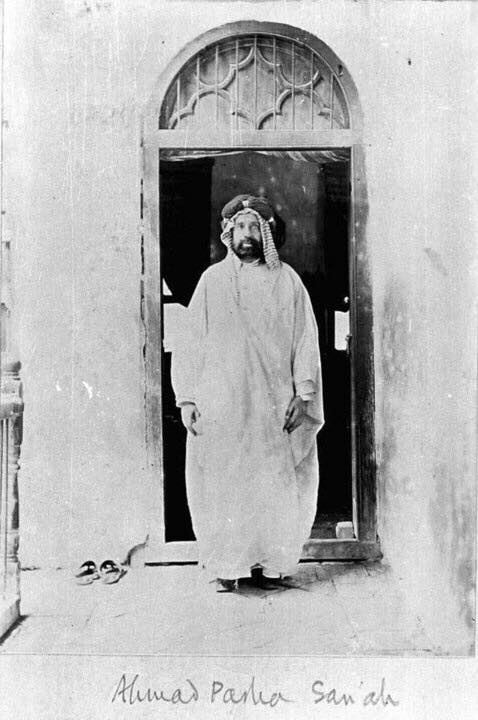
أحمد باشا الصانع

أحمد باشا بن عبد العزيز بن الأمير أحمد بن ناصر بن محمد الصانع العبد المحسن مسؤول عراقي ولد في الكويت سنة 1860 وتوفي في 21 أيار 1930.
درس في مدرسة الحقوق في إسطنبول وتقلد عددا من المناصب القضائية، وانتخب عضوا في مجلس ولاية البصرة. وعندما ساءت العلاقة بين الدولة العثمانية وسلطان نجد عبد العزيز آل سعود، انتدبته الدولة مع عبد اللطيف المنديل للوساطة وتسوية الخلاف، ونجح في مهمته فخلعت عليه الحكومة لقب الباشوية عام 1913. سكن الأمير فيصل بن الحسين دار الصانع عند وصوله إلى البصرة في حزيران 1921 وهو في طريقه لتولي عرش العراق تثمينا له. قال ريدر فِسّر "لكن ذلك كان ضمن واجباته كتصرف للبصرة ومسؤول عن توفير لوازم الضيافة للمُطالِب بالعرش".
وربما منح لقب الباشوية لصلحه بين الشيخ سعدون بن منصور السعدون والشيخ مبارك الصباح.

## مناصبه
كان على علاقة جيدة بالإنجليز، وشغل منصب متصرف البصرة في سنة 1920م حتى 1927.، كما شغل منصب وزير بدون حقيبة وزارية في أول حكومة عراقية برئاسة عبد الرحمن الكيلاني النقيب، لكنه فضل شغل منصب أول متصرف للواء البصرة في العهد الملكي منذ عام 1920 حتى عام 1926 أو كانون الثاني 1927
استقال عن مجلس الأعيان عام 1928 لمرضه بالقلب وتوفي في 23 ذي الحجة 1348ه‍‍ الموافق 21 أو 22 أيار 1930 ودفن بالبصرة.

## عائلته
أحمد باشا الصانع من أسرة الدهامشة الزبيرية المعروفة التي تعود جذورها إلى مدينة المجمعة في نجد، وهذه الأسرة من عشيرة العمارات من وائل من قبيلة عنزة.
كان أبوه (توفي عام 1897) ملاكا شهيرا ورئيسا لبلدية البصرة.
تولى ابنه عبد الله بك بن أحمد باشا الصانع مناصب منها متصرف الموصل وغيرها، وآخرها وكيل وزارة داخلية العراق.